# Vallåkra
Vallåkra est une localité de Suède dans la commune d'Helsingborg en Scanie.
Sa population était de 802 habitants en 2019.